# جوان مارتورل
جوان مارتورل كاتب وفارس بلينسي، وُلد في جانديا عام 1413. اشتهر بروايته الفروسية تيرانتي الأبيض عام 1491، التي يُعتقد بإن ميجيل دي ثيربانتس قد استوحها لكتابة عمله الشهير دون كيخوتي. وتُوفي في بلنسية عام 1468.